# Ereluli
Ereluli ist eine osttimoresische Siedlung im Suco Fahisoi (Verwaltungsamt Lequidoe, Gemeinde Aileu).

## Geographie
Das Dorf Ereluli liegt im Westen der Aldeia Dailorluta, in einer Meereshöhe von 1180 m. Es liegt nördlich von Lequidoe, dem Hauptort des Sucos, von dem es durch ein Tal getrennt ist. Die einzige Straße führt von Ereluli nach Westen in das Dorf Daulala (Suco Fahiria).